# どう出版
株式会社どう出版（どうしゅっぱん）は日本の出版社。季刊『道』、および書籍・DVDの発行、国内外でのイベントの開催などを主業務としている。
1974年に初代編集長であるアメリカ人のスタンレー・プラニンが合気道創始者植芝盛平の足跡を、戦前、戦後の合気道関係者や高弟を取材し、発刊したのが始まり。
1988年に株式会社合気ニュースとして設立され、2010年に「どう出版」へ社名変更した。
武術空手家の宇城憲治主宰の宇城道塾を2007年より運営し、2010年7月現在では東京・大阪・仙台・熊本の全国4箇所で定期開催している。

## 刊行物
- 『季刊『道』』

## 書籍
- 『空手と気』（宇城憲治）ISBN 978-4-900586-89-5
- 『Karate and Ki』（Kenji Ushiro）ISBN 978-4-904464-05-2 （Translated in English 英語版『空手と気』）
- 『気の開発メソッド 初級編』（宇城憲治）ISBN 978-4-900586-96-3
- 『気の開発メソッド 中級編』（宇城憲治）ISBN 978-4-904464-07-6
- 『武道の原点 世界へ発信する創造のエネルギー』（宇城憲治）ISBN 4900586595
- 『武術空手の知と実践』（宇城憲治）ISBN 4900586668
- 『武術空手への道』（宇城憲治）ISBN 4900586730
- 『武術空手の極意・型』（宇城憲治）bilingual 、ISBN 490058679X
- 『頭脳から身体脳へ 条件反射を超えた動き-逆反射神経』（宇城憲治）ISBN 4900586307
- 『武術を活かす 型ですべてが解ける！』（宇城憲治）ISBN 490058651X
- 『大河にコップ一杯の水』（宇城憲治）ISBN 978-4900586949
- 『決定版 植芝盛平と合気道〈1〉開祖を語る直弟子たち 』ISBN 978-4900586819
- 『決定版 植芝盛平と合気道〈2〉開祖を語る直弟子たち 』ISBN 978-4900586833
- 『武田惣角と大東流合気柔術 改訂版』ISBN 978-4900586697

## DVD
- DVD『人間の潜在能力・気』1巻 ISBN 978-4-904464-11-3
- DVD『人間の潜在能力・気』2巻 ISBN 978-4-904464-12-0
- DVD『宇城空手』全3巻 bilingual 1巻 ISBN 978-4-900586-85-7 2巻 ISBN 978-4-900586-86-4 3巻 ISBN 978-4-900586-91-8
- DVD『植芝盛平と合気道 第一巻 「合気武道編」 ISBN 978-4900586994
- DVD『植芝盛平と合気道 第二巻 「武産合気編」 ISBN 978-4904464007
- DVD『植芝盛平と合気道 第三巻 「米国TV制作編」 ISBN 978-4900586987
- DVD『植芝盛平と合気道 第四巻 「和合の道編」 ISBN 978-4904464014
- DVD『植芝盛平と合気道 第五巻 「神業編」 ISBN 978-4904464021
- DVD『植芝盛平と合気道 第六巻 「合気道の心編」ISBN 978-4900586451

など。このほか、DVDやビデオを制作している。